# Lasioglossum exactum
Lasioglossum exactum là một loài Hymenoptera trong họ Halictidae. Loài này được Cockerell mô tả khoa học năm 1937.